# Episodi di Detective Conan (ottava stagione)
Questa è una lista degli episodi dell'ottava stagione della serie anime Detective Conan.

## Lista episodi
| Nº Ja | Nº It | Titolo italiano Giapponese 「Kanji」 - Rōmaji - Traduzione letterale | In onda           | In onda          |
| Nº Ja | Nº It | Titolo italiano Giapponese 「Kanji」 - Rōmaji - Traduzione letterale | Giapponese        | Italiano         |
| 194   | 209   | Il mistero del carillon - prima parte - 「意味深なオルゴール（前編）」 - Imishin na orugōru (zenpen) – "Il carillon significativo (prima parte)" | 12 giugno 2000    | 11 novembre 2004 |
| 194   | 209   | Conan ritorna alla sua vita quotidiana seguendo Kogoro nelle indagini. Una donna si rivolge all'agenzia per scoprire l'identità di un uomo che ha conosciuto tramite cellulare e che le ha regalato un carillon. |                   |                  |
| 195   | 210   | Il mistero del carillon - seconda parte - 「意味深なオルゴール（後編）」 - Imishin na orugōru (kōhen) – "Il carillon significativo (seconda parte)" | 19 giugno 2000    | 16 novembre 2004 |
| 195   | 210   | Kogoro scopre che l'uomo con cui la sua cliente credeva di parlare è morto di vecchiaia e i suoi familiari pensano che nel carillon ci sia un codice segreto. Conan riesce a risolvere il mistero. |                   |                  |
| 196   | 211   | L'arma invisibile 「見えない凶器 蘭の初推理」 - Mienai kyōki - Ran no hatsu-suiri – "Un'arma invisibile - La prima deduzione di Ran" | 26 giugno 2000    | 18 novembre 2004 |
| 196   | 211   | Ran e Sonoko conoscono una giovane coppia di cui la donna soffre di improvvisi malori. Dopo aver saputo che il marito ha stipulato una sostanziosa assicurazione sulla vita della moglie, Ran pensa che l'uomo stia cercando un modo per ucciderla e incassare il denaro. |                   |                  |
| 197   | 212   | Il mistero dell'auto sportiva - prima parte - 「スーパーカーの罠（前編）」 - Super car (sūpā kā) no wana (zenpen) – "La trappola della super-auto (prima parte)" | 3 luglio 2000     | 23 novembre 2004 |
| 197   | 212   | Kogoro, Ran e Conan vincono un soggiorno in un hotel di montagna che ospita una mostra di auto sportive d'epoca. Il direttore dell'hotel nonché organizzatore della mostra ha ricevuto delle lettere minatorie: la sera stessa l'uomo viene trovato morto nella sua prestigiosa Ferrari. |                   |                  |
| 198   | 213   | Il mistero dell'auto sportiva - seconda parte - 「スーパーカーの罠（後編）」 - Super car (sūpā kā) no wana (kōhen) – "La trappola della super-auto (seconda parte)" | 10 luglio 2000    | 25 novembre 2004 |
| 198   | 213   | La polizia apre le indagini ma sembra che tutti coloro che provavano rancore verso la vittima abbiano un alibi per l'ora della morte. Ma come sempre Conan riesce a scoprire il mistero. |                   |                  |
| 199   | 214   | Goro sospettato - prima parte - 「容疑者・毛利小五郎（前編）」 - Yōgisha - Mōri Kogorō (zenpen) – "Il sospettato è Kogoro Mori (prima parte)" | 17 luglio 2000    | 30 novembre 2004 |
| 199   | 214   | Kogoro, Ran e Conan decidono di trascorrere le vacanze in una località di mare ma lì incontrano Eri che sta trascorrendo una vacanza con alcuni suoi colleghi avvocati. Kogoro, ubriaco, inizia a corteggiare una giovane avvocatessa e trascorre la notte nella sua stanza; la mattina seguente la donna viene trovata strangolata nella sua camera e l'unico sospettato è Kogoro che sta dormendo nel suo letto. |                   |                  |
| 200   | 215   | Goro sospettato - seconda parte - 「容疑者・毛利小五郎（後編）」 - Yōgisha - Mōri Kogorō (kōhen) – "Il sospettato è Kogoro Mori (seconda parte)" | 24 luglio 2000    | 2 dicembre 2004  |
| 200   | 215   | Nonostante tutti gli indizi portino alla colpevolezza di Kogoro, Conan ed Eri fanno di tutto per scagionarlo e trovare il vero colpevole. Infatti i due scoprono che l'assassino è un avvocato del gruppo di Eri ma, non avendo prove, lo fanno cadere in una trappola e la polizia filma tutto. Alla fine del caso, Kogoro trova il coraggio e la volontà di chiedere ad Eri di tornare insieme e ricostruire la loro vita, ma questi si pente dopo aver scoperto che la donna non lo aveva sentito perché stava ascoltando un cd con gli auricolari. In realtà, Eri stava semplicemente registrando le parole dell’ex marito, per poi riascoltarle nel suo ufficio. |                   |                  |
| 201   | 216   | L'autobus dei misteri - prima parte - 「10人目の乗客（前編）」 - Jūninme no jōkyaku (zenpen) – "Il decimo passeggero (prima parte)" | 31 luglio 2000    | 7 dicembre 2004  |
| 201   | 216   | Il vicesindaco di un paese di campagna muore avvelenato sull'autobus turistico sul quale stanno viaggiando Kogoro, Ran e Conan. Principale indiziato è un uomo che sostiene lo sviluppo turistico del paese mentre la vittima apparteneva alla fazione più conservatrice. Kogoro viene assoldato dal sindaco del paese per fare luce sulla faccenda. Kogoro, però, si scontra con gli abitanti del paese che non vogliono collaborare. Grazie all'aiuto di Conan, Kogoro riesce a scoprire che molti anni prima un autobus era andato fuori strada a causa di una lite tra i passeggeri e, in quell'occasione, erano morte due persone. |                   |                  |
| 202   | 217   | L'autobus dei misteri - seconda parte - 「10人目の乗客（後編）」 - Jūninme no jōkyaku (kōhen) – "Il decimo passeggero (seconda parte)" | 7 agosto 2000     | 9 dicembre 2004  |
| 202   | 217   | Ran viene travolta da un uomo in fuga e, poco distante, viene ritrovato il cadavere del sindaco. La polizia si mobilita per cercare l'uomo. Conan chiede informazioni ad Agasa sull'incidente accaduto sette anni prima. La polizia scopre che chi sta fuggendo altri non è che l'uomo accusato del primo omicidio. Ma Conan, parlando con la proprietaria della pensione dove risiede temporaneamente, scopre la verità. |                   |                  |
| 203   | 218   | Delitto tra i monti - prima parte - 「黒いイカロスの翼（前編）」 - Kuroi Ikarosu no tsubasa (zenpen) – "Le nere ali di Icaro (prima parte)" | 14 agosto 2000    | 14 dicembre 2004 |
| 203   | 218   | Kogoro, Ran e Conan soggiornano in un albergo situato tra bellissimi monti. Nello stesso albergo si trovano anche una giovane attrice molto pretenziosa, suo marito e il loro manager. Verso sera, la donna viene trovata impiccata nella sua stanza. |                   |                  |
| 204   | 219   | Delitto tra i monti - seconda parte - 「黒いイカロスの翼（後編）」 - Kuroi Ikarosu no tsubasa (kōhen) – "Le nere ali di Icaro (seconda parte)" | 21 agosto 2000    | 16 dicembre 2004 |
| 204   | 219   | La polizia pensa si tratti di suicidio, ma Conan non ne è convinto. Infatti il ragazzo scopre che l'assassino è il proprietario dell'albergo che aveva ucciso la vittima perché la riteneva responsabile del suicidio del fratello. |                   |                  |
| 205   | 220   | Un caso rimasto irrisolto - prima parte - 「本庁の刑事恋物語3（前編）」 - Honchō no keiji koi monogatari three (zenpen) – "Storia d'amore alla centrale di polizia 3 (prima parte)" | 28 agosto 2000    | 21 dicembre 2004 |
| 205   | 220   | Un piromane si aggira per la città incendiando stazioni ferroviarie. Del caso si occupano Sato, Takagi e Shiratori. Ayumi è testimone oculare dell'ultimo incendio e fornisce l'identikit del piromane. Takagi viene aggredito durante le indagini. Per Sato è un giorno importante: ricorre infatti l'anniversario della morte del padre ucciso in servizio molti anni prima. L'autore dell'omicidio non è stato ancora catturato. |                   |                  |
| 206   | 221   | Un caso rimasto irrisolto - seconda parte - 「本庁の刑事恋物語3（後編）」 - Honchō no keiji koi monogatari three (kōhen) – "Storia d'amore alla centrale di polizia 3 (seconda parte)" | 4 settembre 2000  | 23 dicembre 2004 |
| 206   | 221   | Mentre Sato indaga, Ayumi intravede il piromane e lo segue assieme ai Giovani Detective. Conan aiuta Sato a individuare tra gli amici del padre quello che probabilmente ne ha causato la morte. Sato si precipita ad arrestarlo, mentre Conan e Shiratori si dirigono nel luogo dove sono appostati i Giovani Detective per arrestare il piromane. Takagi riesce a liberarsi prima che l'incendo distrugga il magazzino dove era stato fatto prigioniero. |                   |                  |
| 207   | 222   | Un ragionamento troppo sopraffino 「見事すぎた名推理」 - Migoto-sugita meisuiri – "Un ragionamento troppo sopraffino" | 11 settembre 2000 | 28 dicembre 2004 |
| 207   | 222   | Mentre passeggiano di sera lungo una via Kogoro, Ran e Conan sentono due persone litigare in un'abitazione. Il giorno successivo nello stesso luogo viene trovato un cadavere. L'uomo accusato del delitto si presenta da Kogoro chiedendo di trovare degli indizi che possano scagionarlo in quanto lui non si trovava nell'abitazione dell'amico. La vittima era solo in casa e fingeva di litigare con lui per creargli un alibi che gli avrebbe consentito di eliminare indisturbato un professore che si stava approfittando del lavoro di entrambi. Alla fine Kogoro scopre che il suo cliente è il vero colpevole. |                   |                  |
| 208   | 223   | La maledizione della dea della montagna - prima parte - 「迷宮への入り口 巨大神像の怒り」 - Meikyū e no iriguchi - Kyodai jinzō no ikari – "Ingresso nel labirinto - L'ira della statua gigante [Speciale di 1 ora]" | 9 ottobre 2000    | 30 dicembre 2004 |
| 208   | 223   | Kogoro, Ran e Conan vengono invitati all'inaugurazione di una teleferica che collega la valle al monte, passando all'interno di un'enorme statua di una divinità. Quando la cabina della teleferica attraversa la statua, il presidente della società costruttrice sparisce dal mezzo e il suo cadavere riappare nella mano della divinità a più di cento metri di distanza. |                   |                  |
| 208   | 224   | La maledizione della dea della montagna - seconda parte - 「迷宮への入り口 巨大神像の怒り」 - Meikyū e no iriguchi - Kyodai jinzō no ikari – "Ingresso nel labirinto - L'ira della statua gigante [Speciale di 1 ora]" | 9 ottobre 2000    | 4 gennaio 2005   |
| 208   | 224   | Conan partecipa alle indagini di Yokomizo e cerca di scoprire chi sia l'assassino e come ha fatto a far svanire e riapparire il cadavere. In realtà l'uomo aveva intenzione di fingere la propria morte per poi riapparire vivo e vegeto. Quello nella mano non era il cadavere ma un manichino. In seguito l'uomo è stato comunque ucciso e il suo cadavere messo nella mano della statua. |                   |                  |
| 209   | 225   | L'incidente 「龍神山転落事件」 - Ryūshin-san tenraku jiken – "Il caso dell'incidente sul monte Ryushin" | 16 ottobre 2000   | 11 gennaio 2005  |
| 209   | 225   | Mentre sono in auto con Agasa i Giovani Detective vedono un'auto precipitare in un dirupo. La vettura presenta ammaccature che non sono compatibili con la caduta e Conan ritiene che l'incidente sia in realtà un omicidio. I Giovani Detective trovano un foglio con un codice sul luogo del delitto e se ne appropriano, tenendo Conan fuori dalle indagini. I Giovani Detective decifrano il codice e credono di aver trovato il nascondiglio di un tesoro. I ragazzi si ritrovano invece nel covo dell'assassino. Conan scopre dove sono andati i suoi amici, li raggiunge e fa arrestare l'assassino dalla polizia. |                   |                  |
| 210   | 226   | La leggenda del palazzo con l'acqua di cinque colori - prima parte - 「五彩伝説の水御殿（前編）」 - Gozai densetsu no mizu-gotten (zenpen) – "La leggenda del palazzo con l'acqua di cinque colori (prima parte)" | 23 ottobre 2000   | 13 gennaio 2005  |
| 210   | 226   | Kogoro, Ran e Conan si recano in una bella residenza sul lago per assistere alla cerimonia del tè. Il padrone di casa vive in una casetta in mezzo al lago per paura di essere vittima di una maledizione famosa in quelle zone. |                   |                  |
| 211   | 227   | La leggenda del palazzo con l'acqua di cinque colori - seconda parte - 「五彩伝説の水御殿（後編）」 - Gozai densetsu no mizu-gotten (kōhen) – "La leggenda del palazzo con l'acqua di cinque colori (seconda parte)" | 30 ottobre 2000   | 18 gennaio 2005  |
| 211   | 227   | Il padrone di casa viene trovato morto nella sua stanza e Conan deve scoprire l'identità del colpevole e il trucco utilizzato dall'assassino per farlo sembrare vittima della leggenda. |                   |                  |
| 212   | 228   | Battuta di caccia - prima parte - 「きのこと熊と探偵団（前編）」 - Kinoko to kuma to Tantei-dan (zenpen) – "Funghi, orsi e Squadra dei Giovani Detective (prima parte)" | 6 novembre 2000   | 21 gennaio 2005  |
| 212   | 228   | Agasa porta i giovani detective in un bosco per cercare funghi ma, durante la gita, Genta si perde. Gli altri temono che sia andato nella vicina zona di caccia, così decidono di cercarlo. Genta viene trovato ma spariscono Ai e Mitsuhiko: i due hanno visto un cacciatore commettere un omicidio e adesso si stanno nascondendo da lui. |                   |                  |
| 213   | 229   | Battuta di caccia - seconda parte - 「きのこと熊と探偵団（後編）」 - Kinoko to kuma to Tantei-dan (kōhen) – "Funghi, orsi e Squadra dei Giovani Detective (seconda parte)" | 13 novembre 2000  | 25 gennaio 2005  |
| 213   | 229   | Agasa, Conan, Ayumi e Genta si mettono alla ricerca di Ai e Mitsuhiko con l'aiuto di tre cacciatori. Conan non riesce a capire come mai, pur rinvenendo molte tracce del passaggio dei ragazzi, i due non si trovino. Conan intuisce che Ai e Mitsuhiko si stanno nascondendo da un cacciatore che si è unito al loro gruppo e cerca di capire qual è la sua identità. Nella foresta inoltre si aggira Shubei, un'orsa di enormi dimensioni temuta da tutti i cacciatori. Ovviamente l'assassino viene scoperto ed arrestato. |                   |                  |
| 214   | 230   | Vendetta 「レトロルームの謎事件」 - Retoro room (rūmu) no nazo jiken – "Il misterioso caso della camera retrò" | 20 novembre 2000  | 26 gennaio 2005  |
| 214   | 230   | Kogoro, Ran e Conan conoscono un gruppo di ragazze alla stazione e decidono di accompagnarle in albergo dove hanno appuntamento con un'amica. La ragazza però, è stata assassinata nella sua stanza. |                   |                  |
| 215   | 231   | La baia della vendetta - prima parte - 「ベイ·オブ·ザ·リベンヅ（前編）」 - Bay of the Revenge (Bei obu za ribenji) (zenpen) – "Baia della vendetta (prima parte)" | 27 novembre 2000  | 27 gennaio 2005  |
| 215   | 231   | Rimasti senza macchina a causa di un guasto, Kogoro, Ran e Conan vengono ospitati da un famoso avvocato. Il giorno dopo l'uomo muore in un incidente in barca. La polizia ritiene che non si sia trattato di un semplice incidente. I sospetti ricadono su un giovane, ex cliente dell'avvocato, che lo stava minacciando ma questi viene trovato impiccato a casa sua. |                   |                  |
| 216   | 232   | La baia della vendetta - seconda parte - 「ベイ·オブ·ザ·リベンヅ（後編）」 - Bay of the Revenge (Bei obu za ribenji) (kōhen) – "Baia della vendetta (seconda parte)" | 4 dicembre 2000   | 28 gennaio 2005  |
| 216   | 232   | Conan, sostituendosi a Kogoro riesce a smascherare l'assassino e a dimostrare il metodo utilizzato da quest'ultimo per modificare l'ora del decesso dei due uomini e crearsi un alibi. |                   |                  |
| 217   | 233   | Il segreto dell'ispettore Megure - prima parte - 「封印された目暮の秘密（前編）」 - Fūin sareta Megure no himitsu (zen pen) – "Il segreto rinchiuso in Megure (prima parte)" | 11 dicembre 2000  | 31 gennaio 2005  |
| 217   | 233   | Per la città si aggira un uomo che aggredisce giovani donne dal look molto provocante. Del caso se ne occupa Megure ma, quando nel parcheggio di un grande magazzino una ragazza viene uccisa, l'ispettore inizia ad avere strane reazioni: il caso infatti è molto simile al primo che venne assegnato a Megure, di cui nessuno vuole parlare. |                   |                  |
| 218   | 234   | Il segreto dell'ispettore Megure - seconda parte - 「封印された目暮の秘密（後編）」 - Fūin sareta Megure no himitsu (kōhen) – "Il segreto rinchiuso in Megure (seconda parte)" | 18 dicembre 2000  | 1º febbraio 2005 |
| 218   | 234   | Conan e Kogoro scoprono chi potrebbe essere l'ultima vittima e cercano di scoprire chi può covare rancore nei suoi confronti; intanto l'assassino è sulle tracce di Sonoko, ma Megure riesce a impedire che l'uomo la uccida. Alla fine il sovrintendente Matsumoto racconta a Kogoro e Ran la storia di Megure: proprio mentre indagava sul suo primo caso aveva conosciuto la sua attuale moglie. |                   |                  |
| 219   | 235   | La leggenda di Furto Kid - prima parte - 「集められた名探偵！工藤 新一VS怪盗キッド」 - Atsumareta meitantei! Kudō Shin'ichi tai Kaitō Kiddo – "Riunione di detective! Shinichi Kudo contro Kaito Kid [Speciale di 2 ore]" | 8 gennaio 2001    | 2 febbraio 2005  |
| 219   | 235   | La prima delle due storie dello special vede protagonista Kaito Kuroba, uno studente delle scuole superiori che è in realtà Kid. Mentre insieme a Jii si prepara al furto della perla Black Star, le parole di Jii fanno tornare in mente a Kaito la volta in cui ha tentato di rubare l'orologio di una torre in pieno centro della città. Poiché Kid è solito avvertire la polizia prima di agire, la notizia era trapelata e molta gente era accorsa sotto la torre per vederlo compiere questo furto spettacolare. Questa volta, Nakamori, un ispettore, è stato aiutato da una squadra di supporto capitanata da Shinichi. |                   |                  |
| 219   | 236   | La leggenda di Furto Kid - seconda parte - 「集められた名探偵！工藤 新一VS怪盗キッド」 - Atsumareta meitantei! Kudō Shin'ichi tai Kaitō Kiddo – "Riunione di detective! Shinichi Kudo contro Kaito Kid [Speciale di 2 ore]" | 8 gennaio 2001    | 3 febbraio 2005  |
| 219   | 236   | Shinichi riesce ad impedire a Kid di rubare le lancette, ma non riesce a catturarlo; inoltre i due non si incontrano durante il loro scontro. Terminato il flashback, Kaito discute gli avvenimenti di quel caso con Jii, dal momento che lo ha incontrato dopo che questo si è trasferito, e dopo avergli raccontato gli ultimi particolari parte per rubare il gioiello Black Star, appartenente alla famiglia Suzuki, e qui si conclude la prima storia. Nella seconda storia dello special, Kogoro riceve una lettera misteriosa che lo invita ad un ricevimento in una villa sperduta sulle montagne della prefettura di Nagano. Kogoro, Ran e Conan giungono nel luogo e incontrano altri cinque famosi detective, compreso Saguru Hakuba, ed una cameriera. Il palazzo è lugubre: ci sono macchie di sangue secco ovunque. All'ora di cena, tutti si recano in sala da pranzo convocati dal proprietario della villa, che nessuno ha mai visto, e trovano un uomo con il volto coperto che li sta aspettando. Questi chiede loro di cercare il tesoro che lui stesso ha nascosto e annuncia di aver incendiato le automobili ed il ponte che porta alla villa e interrotto ogni collegamento con l'esterno. I detective sospettano che la lettera abbia qualche legame con Kid. |                   |                  |
| 219   | 237   | La leggenda di Furto Kid - terza parte - 「集められた名探偵！工藤 新一VS怪盗キッド」 - Atsumareta meitantei! Kudō Shin'ichi tai Kaitō Kiddo – "Riunione di detective! Shinichi Kudo contro Kaito Kid [Speciale di 2 ore]" | 8 gennaio 2001    | 4 febbraio 2005  |
| 219   | 237   | L'uomo fa servire la cena e racconta ai presenti che, anni prima, durante lo svolgimento di un'asta privata in quello stesso palazzo, gli invitati avevano assunto sostanze stupefacenti. In preda all'euforia collettiva, le persone avevano iniziato a lottare e otto di loro erano morti, spiegando le macchie di sangue. In più, il proprietario della villa, Renya Karasuma aveva nascosto nel palazzo un tesoro di inestimabile valore. Uno dei detective prova a togliere il cappuccio all'uomo che parla ma questi, in realtà, è un manichino a cui è stato collegato un altoparlante. Chi parla li avverte che non c'è modo di lasciare la casa e che se vorranno uscire dovranno cercare il tesoro nascosto nell'abitazione. Terminato il racconto, uno dei detective muore per avvelenamento. Utilizzando l'auto della cameriera, tre persone vanno a controllare che il ponte sia effettivamente crollato. Dopo che due di loro sono usciti, l'auto esplode, uccidendo apparentemente Senma. |                   |                  |
| 219   | 238   | La leggenda di Furto Kid - quarta parte - 「集められた名探偵！工藤 新一VS怪盗キッド」 - Atsumareta meitantei! Kudō Shin'ichi tai Kaitō Kiddo – "Riunione di detective! Shinichi Kudo contro Kaito Kid [Speciale di 2 ore]" | 8 gennaio 2001    | 7 febbraio 2005  |
| 219   | 238   | La cameriera viene tramortita e, nel frattempo, Kogoro e un altro detective trovano alcuni indizi. Tutti i detective sono convinti che l'assassino si trovi tra loro e cominciano ad aggredirsi a vicenda. Alla fine, tutti i detective sembrano morti, escluso Kogoro che è gravemente ferito. L'organizzatore misterioso, però, non ha previsto la presenza di un settimo detective, Conan. Viene rivelato che l'artefice di tutto questo è Senma, che ha inscenato la propria morte per agire più liberamente. In realtà la storia delle sostanze stupefacenti che spiegavano le macchie di sangue è falsa: Renya sapeva del tesoro e voleva averlo, chiedendo alle persone di cercarlo per lui. Non essendoci riuscito nessuno, Karasuma, essendo impaziente e senza scrupoli, li uccise tutti, compreso il padre di Senma, che la figlia scoprì solo molto tempo dopo. Così insieme ad Ogami, primo detective ucciso, cercò il tesoro, riunendo i detective migliori, ma sapendo che questo era "posseduto" come Karasuma, lo avvelenó. In seguito si scopre che i detective, tranne Ogami, avevano inscenato tutti la loro morte. Alla fine si scopre che Kid si era travestito da Kogoro per investigare pure lui.                                                              |                   |                  |